# AK-176
L'AK-176 est un canon naval de calibre 76 mm équipant des bâtiments de la marine soviétique puis russe, qui peut être utilisé contre des cibles maritimes, côtières et aériennes, y compris des missiles antinavires volant à basse altitude. Le système est conçu pour armer les navires à petit déplacement et comprend le support de canon avec un système radar de conduite de tir MR-123-02/76.